# 교황 보니파시오 6세
교황 보니파시오 6세(라틴어: Bonifacius PP. VI, 이탈리아어: Papa Bonifacio VI)는 제112대 교황(재위: 896년 4월 4일 - 896년 4월 19일)이다.
로마 태생으로 아드리아노 주교의 아들이다. 교황으로 선출되기 전에 그는 70세 때 교황 요한 8세에 의해 차부제품과 사제품을 두 차례 박탈당한 적이 있었는데, 그의 도덕적 행위와 관련된 사건 또는 정치적인 이유에서인 것으로 추정된다. 요한 8세는 나중에 그를 파문에서 해제하여, 사제품을 회복시켜 주었다. 요한 8세 이후 교황 마리노 1세, 교황 하드리아노 3세, 교황 스테파노 5세, 교황 포르모소가 재임한 시절에도 그의 성직은 그대로 유지되었다.
896년 4월 보니파시오는 선종한 교황 포르모소의 뒤를 이어 교황으로 선출되었으나, 재위 15일 만에 통풍에 걸려 선종하였다. 그는 교황으로 재위하는 동안 케른텐의 아르눌프와 스폴레토의 람베르토 2세 사이에 로마를 둘러싼 암투가 치열하였기 때문에 편안하지 못하였다.
898년 교황 요한 9세에 의해 로마에서 소집된 시노드에서는 보니파시오 6세의 교황직을 무효라고 선언하였다. 하지만 수세기가 지나서 심사숙고 끝에 그의 교황 선출의 정당성이 입증되어 다시 신원이 회복되었다.